# Munroe Lake
Munroe Lake är en sjö i Kanada.   Den ligger i provinsen Manitoba, i den centrala delen av landet, 2 200 km nordväst om huvudstaden Ottawa. Munroe Lake ligger 260 meter över havet.
Trakten runt Munroe Lake är nära nog obefolkad, med mindre än två invånare per kvadratkilometer.